# 小行星25045
小行星25045（25045 Baixuefei）是一颗绕太阳运转的小行星，为主小行星带小行星。该小行星于1998年8月19日发现。
該小行星以獲得2008年英特爾國際科技展覽會一等獎的白雪霏命名。

## 轨道参数
小行星25045的轨道半长轴为339 861 100 km，2.2717988 UA，离心率为0.148。